# Pölle 46 (Quedlinburg)

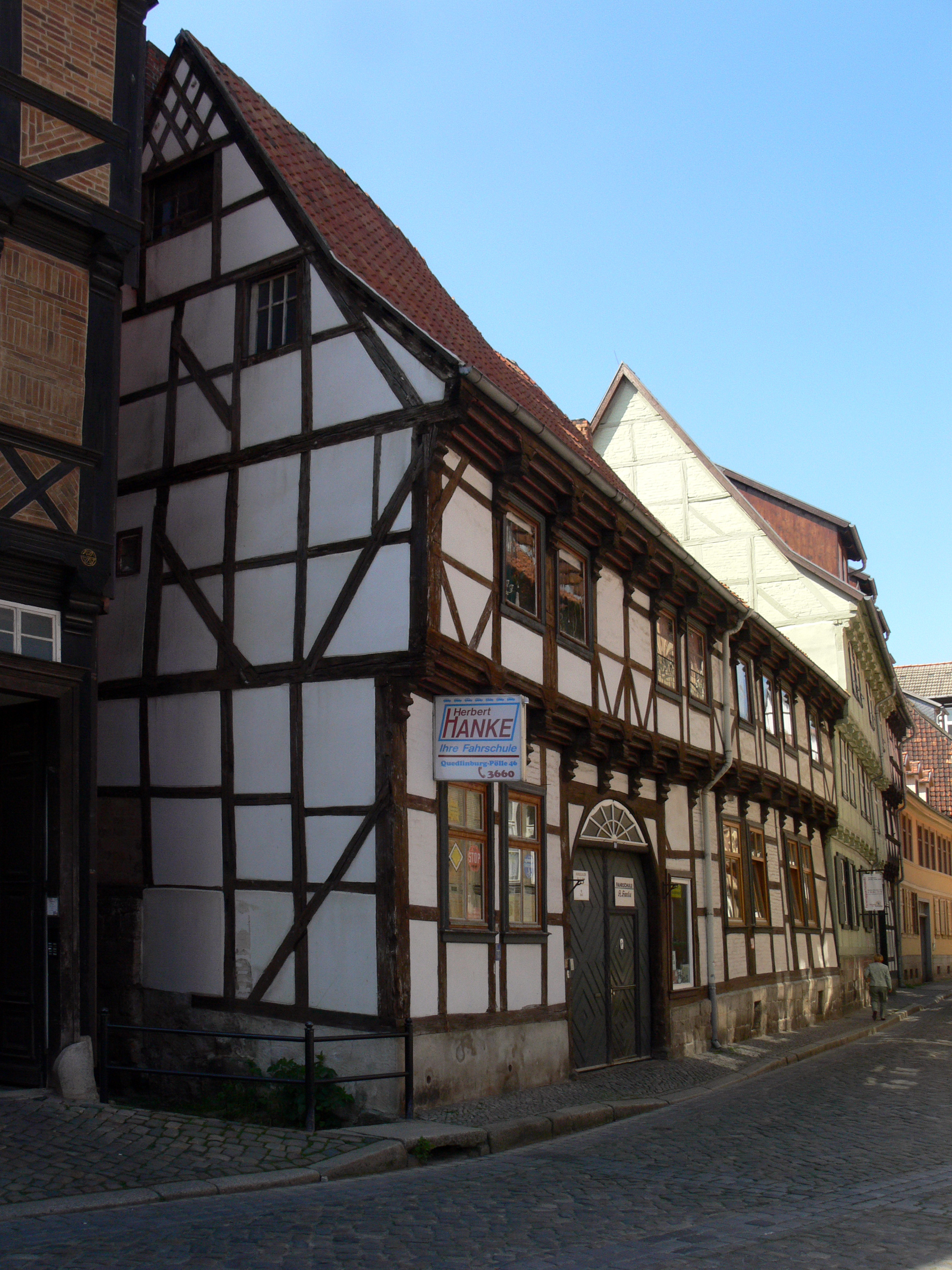
Pölle 46

Das Haus Pölle 46  ist ein denkmalgeschütztes Gebäude in der Stadt Quedlinburg in Sachsen-Anhalt.

## Lage
Es befindet sich südöstlich des Marktplatzes der Stadt und gehört zum UNESCO-Weltkulturerbe. Das Haus ragt mit seinem Ostgiebel, im Zuge einer Veränderung der Fluchtline der Straße, in den Straßenraum hinein. Östlich befindet sich das gleichfalls denkmalgeschützte Haus Pölle 45.

## Architektur und Geschichte
Das zweigeschossige Fachwerkhaus entstand in der Zeit um 1525. Die Fachwerkfassade ist im Stil der Spätgotik gestaltet. Als Gestaltungselemente finden sich Schiffskehlen, profilierte Knaggen, profilierte Balkenköpfe, Streben und Überblattungen. Das Erdgeschoss wurde im 19. Jahrhundert samt der Tordurchfahrt in der heutigen Form erneuert. Ein auf der Hofseite bestehender Flügel wurde im 18. Jahrhundert verändert. Der hofseitige westliche Seitenflügel entstand nach dem stilistischen Befund (Diamantbalkenköpfe) um 1700. Eine behutsame, aber umfassende Sanierung des Hauptgebäudes und des westlichen Seitenflügels erfolgte in den Jahren 2011 bis 2014 im Auftrag des Kunsthistorikers Thomas Labusiak und seiner Ehefrau durch das Architekturbüro qbatur.
Die Sanierung wurde 2015 mit dem Bundespreis für Handwerk in der Denkmalpflege (1. Preis) ausgezeichnet.